# Andrzej Woźniak (fotograf)
Andrzej Woźniak (ur. 10 czerwca 1950) – polski artysta fotograf. Członek rzeczywisty i Artysta Fotoklubu Rzeczypospolitej Polskiej Stowarzyszenia Twóeców (AFRP). Członek rzeczywisty Związku Polskich Fotografów Przyrody. Członek Zarządu Okręgu Dolnośląskiego ZPFP. Członek fotograficznej grupy twórczej Fotoazyl.

## Życiorys
Andrzej Woźniak związany z dolnośląskim środowiskiem fotograficznym – mieszka, pracuje, tworzy w Mirsku – fotografuje od początku lat 70. XX wieku. Zajmuje się głównie fotografią krajobrazową oraz fotografią pejzażową. Miejsce szczególne w jego twórczości zajmuje fotografia przyrodnicza. W latach 2005–2009 był organizatorem cyklicznego konkursu fotograficznego o charakterze regionalnym Skarby Izerów – propagującego piękno Gór Izerskich. W 2010 (w ramach działalności w fotograficznej grupie twórczej Fotoazyl) był inspiratorem, organizatorem objazdowej wystawy zbiorowej The Best of Poland – prezentowanej m.in. w Dąbrowie Górniczej, Gliwicach, Łodzi, Mikołowie, Mosznie, Olecku, Sosnowcu, Warszawie, Wrocławiu. W 2013 był współtwórcą regionalnego konkursu fotograficznego Rębiszów Dziś oraz w 2014 współtwórcą konkursu Rębiszów Nieznany.
Andrzej Woźniak jest autorem i współautorem wielu wystaw fotograficznych; indywidualnych, zbiorowych, poplenerowych oraz pokonkursowych – gdzie otrzymał wiele akceptacji, wyróżnień. W 2012 został przyjęty w poczet członków rzeczywistych Związku Polskich Fotografów Przyrody, w którym obecnie pełni funkcję wiceprezesa Zarządu Okręgu Dolnośląskiego ZPFP. W 2014 został przyjęty w poczet członków rzeczywistych Fotoklubu Rzeczypospolitej Polskiej Stowarzyszenia Twórców. Decyzją Komisji Kwalifikacji Zawodowych Fotoklubu RP, otrzymał dyplom potwierdzający kwalifikacje do wykonywania zawodu artysty fotografa, fotografika (legitymacja nr 379). 
Prace Andrzeja Woźniaka zaprezentowano w Almanachu (1995–2017), wydanym przez Fotoklub Rzeczypospolitej Polskiej Stowarzyszenie Twórców, w 2017 roku.